# Antoaneta Pandscherowa
Antoaneta Pandscherowa (bulgarisch Антоанета Панджерова, engl. Transkription Antoaneta Pandjerova; * 22. Juni 1977 in Plowdiw) ist eine ehemalige bulgarische Tennisspielerin.

## Karriere
Pandscherowa gewann während ihrer Karriere fünf Einzel- und 17 Doppeltitel des ITF Women’s Circuits.
Zwischen 1996 und 2001 spielte sie für die bulgarische Fed-Cup-Mannschaft, wo sie bei 21 gespielten Matches achtmal siegreich war.
2005 gehörte sie zum Kader des Ratinger TC Grün-Weiss, der in der 2. Tennis-Bundesliga-Nord spielte.

## Turniersiege

### Einzel
| Nr. | Datum          | Turnier      | Kategorie   | Belag     | Finalgegnerin   | Ergebnis      |
| --- | -------------- | ------------ | ----------- | --------- | --------------- | ------------- |
| 1.  | Oktober 1997   | Thessaloniki | ITF $10.000 | Hartplatz | Alice Pirsu     | 6:2, 6:2      |
| 2.  | Oktober 1998   | Orestiada    | ITF $10.000 | Hartplatz | Julia Adlbrecht | 2:6, 6:3, 6:4 |
| 3.  | Mai 1999       | Verona       | ITF $10.000 | Sand      | Laura Bao       | 5:7, 7:5, 7:5 |
| 4.  | April 2000     | Magli        | ITF $25.000 | Sand      | Petra Mandula   | 6:4, 2:6, 7:5 |
| 5.  | September 2000 | Sofia        | ITF $25.000 | Sand      | Evelyn Fauth    | 7:5, 6:4      |

### Doppel
| Nr. | Datum          | Turnier           | Kategorie   | Belag             | Partnerin              | Finalgegnerinnen                           | Ergebnis       |
| --- | -------------- | ----------------- | ----------- | ----------------- | ---------------------- | ------------------------------------------ | -------------- |
| 1.  | September 1993 | Plowdiw           | ITF $10.000 | Sand              | Zwetelina Nikolowa     | Galja Angelowa Teodora Nedewa              | 6:3, 6:3       |
| 2.  | Februar 1994   | Faro              | ITF $10.000 | Hartplatz         | Teodora Nedewa         | Keiko Ishida Yoriko Yamagishi              | 6:1, 6:3       |
| 3.  | Februar 1994   | Amadora           | ITF $10.000 | Hartplatz         | Teodora Nedewa         | Alina Schidkowa Anna Linkowa               | 6:3, 6:1       |
| 4.  | Mai 1994       | Bol               | ITF $10.000 | Sand              | Teodora Nedewa         | Martina Hautová Blanka Kumbárová           | 6:3, 7:5       |
| 5.  | August 1994    | Plowdiw           | ITF $10.000 | Sand              | Teodora Nedewa         | Dora Dschiljanowa Dessislawa Topalowa      | 6:4, 6:4       |
| 6.  | September 1994 | Burgas            | ITF $10.000 | Sand              | Teodora Nedewa         | Patrícia Marková Henriëtte van Aalderen    | 2:6, 6:4, 6:0  |
| 7.  | September 1994 | Plowdiw           | ITF $25.000 | Sand              | Teodora Nedewa         | Svetlana Komleva Iryna Suchowa             | 7:5, 6:4       |
| 8.  | November 1995  | Kairo             | ITF $10.000 | Sand              | Teodora Nedewa         | Limor Gabai Hila Rosen                     | 3:6, 6:1, 7:68 |
| 9.  | November 1995  | Kairo             | ITF $10.000 | Sand              | Teodora Nedewa         | Kildine Chevalier Tessa Shapovalova        | 5:7, 6:3, 6:0  |
| 10. | Juni 1996      | Skopje            | ITF $10.000 | Sand              | Galina Dimitrowa       | Marina Lazarovska Katarina Mišić           | 6:4, 6:0       |
| 11. | September 1996 | Albena            | ITF $10.000 | Sand              | Pawlina Nola           | Galina Dimitrowa Dessislawa Topalowa       | 6:4, 6:2       |
| 12. | Juli 1998      | Skopje            | ITF $10.000 | Sand              | Teodora Nedewa         | Filipa Gabrowska Radoslawa Topalowa        | 6:3, 6:0       |
| 13. | April 2000     | Quartu Sant’Elena | ITF $10.000 | Sand              | Swetlana Kriwentschewa | Michaela Paštiková Helena Vildová          | 7:5, 7:69      |
| 14. | September 2000 | Bukarest          | ITF $25.000 | Sand              | Dessislawa Topalowa    | Katarina Mišić Marketa Kochta              | 6:4, 6:2       |
| 15. | September 2000 | Sofia             | ITF $25.000 | Sand              | Dessislawa Topalowa    | Natalia Galouza Shelley Stephens           | 6:1, 7:64      |
| 16. | September 2002 | Batumi            | ITF $75.000 | Hartplatz         | Dessislawa Topalowa    | Gulnara Fattachetdinowa Marija Kondratjewa | 2:6, 6:1, 6:1  |
| 17. | Oktober 2002   | Saint-Raphaël     | ITF $25.000 | Hartplatz (Halle) | Dessislawa Topalowa    | Katarina Mišić Dragana Zarić               | 4:6, 6:3, 6:1  |